# Đại tướng SS

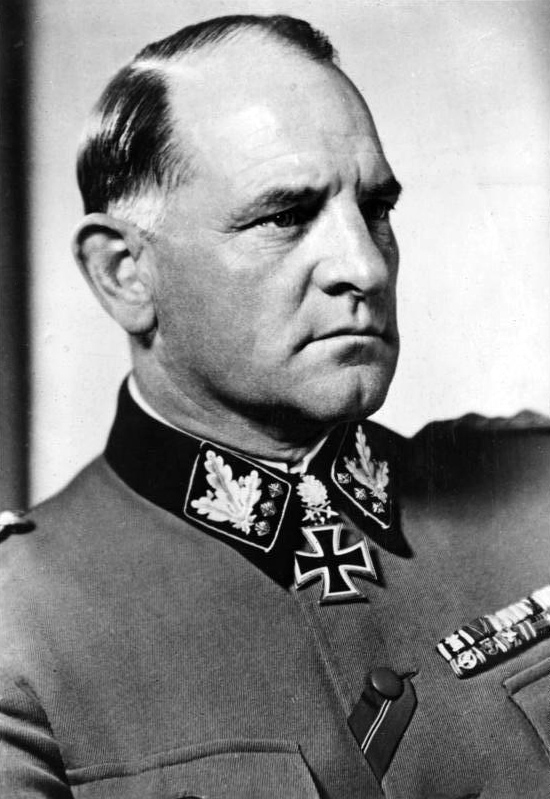
Sepp Dietrich, SS-Oberst-Gruppenführer và Generaloberst của Waffen-SS.

SS-Oberst-Gruppenführer ([ˈoːbɐstˌɡʁʊpm̩fyːʁɐ]), thường được chuyển ngữ sang tiếng Việt là Đại tướng SS, là danh xưng cấp bậc sĩ quan cao nhất trong Schutzstaffel (SS) (từ 1942 đến 1945), chỉ sau Reichsführer-SS. Nghĩa đen của nó là "Chỉ huy cao nhất cấp cụm". Cấp bậc được viết đúng chính tả là Oberst-Gruppenführer để tránh nhầm lẫn với cấp bậc Obergruppenführer thấp hơn.

## Tổng quan
Cấp bậc Oberst-Gruppenführer được coi là tương đương với cấp bậc Đại tướng (Generaloberst) trong Quân đội Đức. Đây là cấp bậc cao nhất của lực lượng SS, chỉ dưới cấp bậc Reichsführer-SS, là cấp bậc cao nhất có thể có trong hệ thống phân cấp SS của Allgemeine-SS.
Cấp bậc Oberst-Gruppenführer lần đầu tiên được đề xuất vào đầu năm 1942 như một cấp bậc có thể có trong tương lai dành cho các chỉ huy Waffen-SS, những người có thể được thăng cấp chỉ huy các Tập đoàn quân. Các tướng lĩnh Heer ngay lập tức phản đối việc tạo ra cấp bậc Đại tướng SS, vì họ cho rằng không có tướng lĩnh SS nào nắm giữ nhiều quyền hạn như vậy và các tư lệnh tác chiến của SS nên được giới hạn ở cấp Quân đoàn hay Sư đoàn. Ý tưởng về các Tập đoàn quân và Cụm tập đoàn quân SS là điều mà ít người mong muốn được phát triển - hai Tập đoàn quân SS cuối cùng sẽ được thành lập (Tập đoàn quân SS số 6 và 11) và không có Cụm tập đoàn quân SS nào được tạo ra.

## Lịch sử phong cấp
Vào tháng 4 năm 1942, theo thẩm quyền cá nhân của Adolf Hitler, cấp bậc SS-Oberst-Gruppenführer lần đầu tiên được thành lập. Người đầu tiên được phong cấp bậc này là thủ quỹ Đảng Quốc xã và người đứng đầu RZM Franz Xaver Schwarz. Ông cũng là người duy nhất nắm giữ cấp bậc đơn mà không kèm cấp bậc cảnh sát hoặc Waffen-SS tương đương.
Cùng ngày, một cấp bậc kép trong Ordnungspolizei được ban hành, khiến Kurt Daluege đồng thời trở thành Generaloberst der Polizei (Đại tướng Cảnh sát) và người duy nhất được thăng cấp bậc kép trong lực lượng cảnh sát.
Hai lần phong cấp bậc Oberst-Gruppenführer sau đó được thực hiện vào năm 1944, đều cho các tướng lĩnh của Waffen-SS. Tổng cộng có 4 người được phong như sau:
- Franz Xaver Schwarz, 20 tháng 4 năm 1942 (... der Allgemeinen SS)
- Josef "Sepp" Dietrich, 20 tháng 4 năm 1942 (... und Panzer-Generaloberst der Waffen-SS)[10][11]
- Kurt Daluege, 20 tháng 4 năm 1942 (... und Generaloberst der Polizei)
- Paul Hausser, 1 tháng 8 năm 1944 (... und Generaloberst der Waffen-SS)

Cấp bậc Oberst-Gruppenführer được sử dụng cùng với đồng phục của lực lượng SS, hoặc trong trường hợp của Daluege là đồng phục cảnh sát Đức. Không có hồ sơ chụp ảnh nào về cấp hiệu từng được đeo trên bộ lễ phục màu đen, phần lớn đã không được sử dụng vào thời điểm cấp bậc được tạo ra.
Năm 1944, Himmler đề nghị bổ nhiệm Albert Speer vào cấp bậc danh dự của Oberst-Gruppenführer. Tuy nhiên, Speer đã từ chối, vì không muốn chính thức trở thành cấp dưới của Himmler. Người kế vị Himmler, Karl Hanke, chưa bao giờ giữ cấp bậc Oberst-Gruppenführer, nhưng được bổ nhiệm vượt cấp làm Reichsführer-SS từ cấp bậc Obergruppenführer thấp hơn. Hans-Adolf Prützmann tuyên bố là mình đã được thăng cấp bậc Oberst-Gruppenführer vào tháng 4 năm 1945 theo sắc lệnh cá nhân của Adolf Hitler; tuy nhiên tuyên bố của Prützmann không được hỗ trợ bởi bằng chứng tài liệu hoặc hình ảnh, khiến hầu hết các văn bản lịch sử vẫn ghi cấp bậc cuối cùng của ông ta là Obergruppenführer.

### Trích dẫn
1. ↑  McNab 2009, tr. 186.
2. ↑  Yerger 1997, tr. 236.
3. ↑  McNab 2009, tr. 30.
4. ↑  Haskew 2011, tr. 46.
5. ↑  Flaherty 2004, tr. 148.
6. ↑  McNab 2009, tr. 35–36, 46–47.
7. ↑  Stein 1984, tr. 117.
8. ↑  Hamilton 1984, tr. 341.
9. ↑  Sndyer, Louis (1994) p. 66. Dietrich từng giữ chức Tư lệnh của Sư đoàn Panzer SS số 1, rồi Quân đoàn Panzer SS số 1, sau đó là Tư lệnh Tập đoàn quân Panzer SS số 6 trong Trận Bulge. Hausser từ giữ chức Tư lệnh Sư đoàn Panzer SS số 2, rồi Quân đoàn Panzer SS số 2 và Tập đoàn quân số 7, sau đó là Tư lệnh Cụm tập đoàn quân G.
10. ↑  Dienstaltersliste der Waffen-SS,1 July 1944, #1
11. ↑  SS service record of Josef Dietrich, RG 242 (SS Officer Service Records), National Archives and Records Administration; College Park, MD
12. ↑  Inside the Third Reich by Albert Speer